# Jüdischer Friedhof (Örkény)
Koordinaten: 47° 8′ 13,8″ N, 19° 26′ 38,2″ O

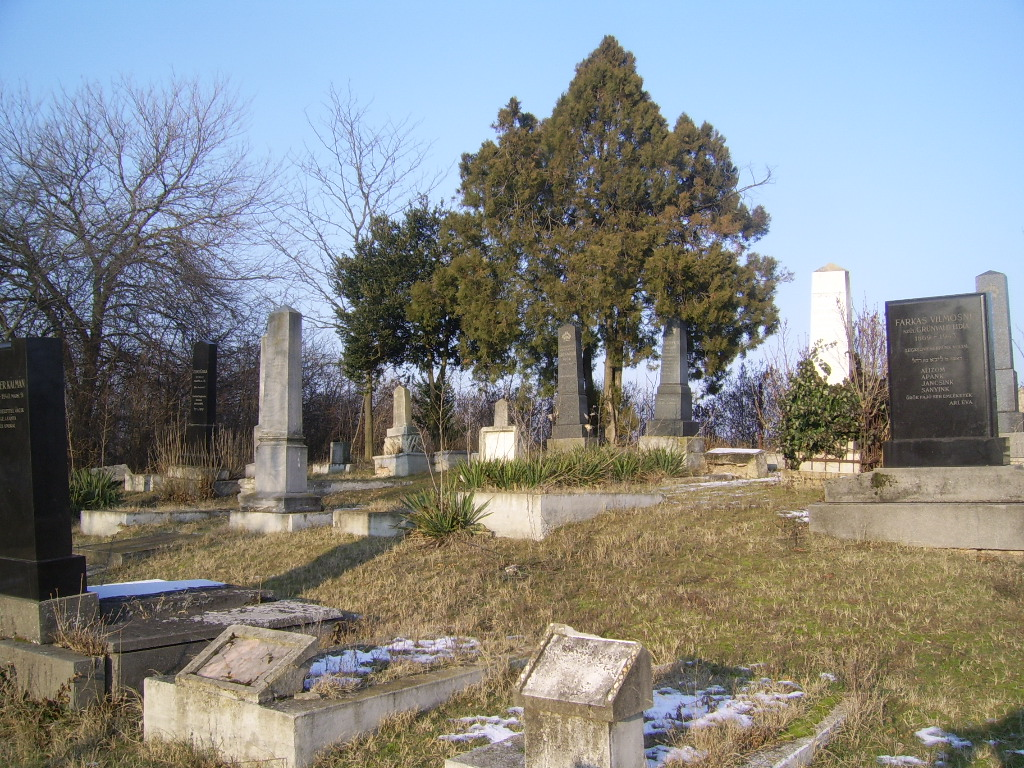
Jüdischer Friedhof in Örkény

Der jüdische Friedhof in Örkény liegt nördlich der Bartók Béla utca. Die Stadt liegt im Kreis Dabas im Komitat Pest in Mittelungarn. Die Pflege des Friedhofs erfolgt durch das Bürgermeisteramt (Februar 2009).
Die letzte Bestattung auf dem Friedhof war im Jahr 1943.